# Tízoc

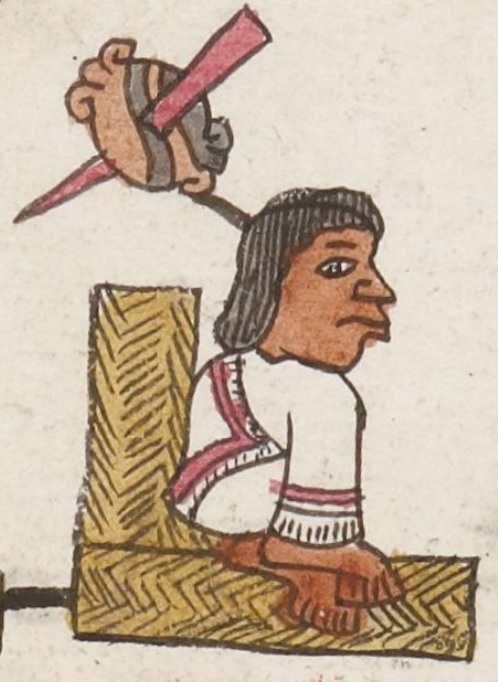
Abbildung des Tízoc im Codex Telleriano-Remensis

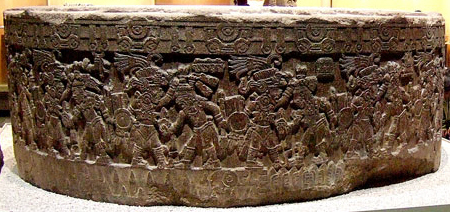
Tízoc-Stein (2008)

Tízoc (Nahuatl für dornenbewehrtes Bein oder krankes Bein oder Kreidebein, * 1436; † 1486) war von 1482 bis 1486 Herrscher der aztekischen Stadt Tenochtitlán.

## Leben
Er war ein Angehöriger der alten von Acamapichtli († 1391) begründeten Herrscherfamilie von Tenochtitlan. Seine Eltern waren Tezozómoc und Atotoztli, sein väterlicher Großvater war damit Itzcóatl, der mütterliche hingegen war Moctezuma I. Seine Schwester Chalchiuhnenetzin war mit Moquihuix dem Fürsten von Tlatelolco vermählt, seine Brüder Axayacatl und Auítzotl waren unmittelbar vor und nach ihm Herrscher der Mexica.
Vor seiner Thronbesteigung hatte Tízoc bereits wichtige Ämter innegehabt, darunter das des Tlacochcalcatl. Während seiner Regierungszeit unternahm er kaum Kriegszüge, die die Eroberung weiterer Gebiete zum Ziel hatten. Der traditionell zur Thronbesteigung zum Zweck der Gefangennahme von Kriegern durchgeführte Kriegszug, ein Angriff auf den nordöstlichen Kleinstaat Mextitlán scheiterte, was Tízocs Ansehen nachhaltig schädigte. Nahezu alle anderen militärischen Operationen befassten sich mit der Niederschlagung kleinerer Aufstände, die unter anderem dadurch entstanden, dass den aufrührerischen Siedlungen die aztekische Militärmacht geschwächt schien.
Davon losgelöst machte er sich als religiös motivierter Baumeister einen Namen. Der Tízoc-Stein, ein Opferstein ähnlich einem Cuauhxicalli oder Chak Mo'ol wurde in seinem Auftrag bzw. ihm zu Ehren hergestellt. Der umlaufende Fries zeigt Tezcatlipoca und Tízoc als Verkörperung Huitzilopochtlis bei der Vorführung zur Schutzgöttern eroberter Städte. Die Abmaße betragen 0,88 m in der Höhe und 2,61 bis 2,67 m im Querschnitt, sowie ein Gewicht von 26 t. Der Stein wurde 1791 von Archäologen ausgegraben und befindet sich heute im Nationalmuseum für Anthropologie in Mexiko-Stadt. Weiterhin befahl Tízoc die Erweiterung des Großen Tempels von Tenochtitlán, deren Fertigstellung er jedoch nicht mehr erlebte. Im Jahre 1486 starb er, nachdem er sich im Laufe der Zeit immer weniger um seine Regierungsgeschäfte gekümmert hatte. Er gilt allgemein als schwacher Herrscher. Die Gründe für seinen Tod sind nicht ganz klar, möglicherweise wurde er ermordet.

## Familie
Tízoc war mit einer Tochter von Huehue Xiconocatzin aus Temazcaltitlan vermählt. Mit ihr hatte er zwei Söhne und zahlreiche Enkel:
- Texcatl Popoca, ⚭ eine Adlige aus Tzaucyocan
  - Diego de San Francisco Tehuetzquititzin († 1554), Gouverneur und Tlatoani von Tenochtitlan, ⚭ Maria, seine Cosine → Nachfahren siehe dort
- Huehue Mauhcaxochitzin
  - Maria, ⚭ Diego de San Francisco Tehuetzquititzin, ihr Vetter → siehe oben
  - Acachollohuatzin teuhctli
    - Ana, ⚭ Matlatzinco, Herr von Tenantuinco
    - Maria, ⚭ Francisco de Guzmán Omacatzin, letzter Herr von Ollac Xochimilco
      - Francisco Axayacatzin
      - Francisca Guzmán, ⚭ Martín Cerón, Herr von Tepetenchi Xochimilco
        - Maria
        - Francisca
        - Juana
        - Martín Cerón

  - Pedro Icelicatzin
    - NN, * in Mexicatzinco
      - Magdalena, ⚭ Juan Martin ein Mestize
        - Luisa
        - Magdalena

  - Pablo Tocuilteatl Chimalcoatzin

## Trivia
Für den mexikanische Film Tizoc (1956), der jedoch nicht vom gleichnamigen Aztekenherrscher handelt, erhielt Pedro Infante bei den Internationalen Filmfestspielen Berlin 1957 posthum den Silbernen Bären.